# باشگاه فوتبال مانیلا دیگر
باشگاه فوتبال مانیلا دیگر یک باشگاه فوتبال در کشور فیلیپین است و در لیگ فوتبال فیلیپین بازی می‌کند. این تیم در سال ۲۰۱۸ تاسیس شده است.